# Diecezja N’Zérékoré
Diecezja N’Zérékoré (łac.: Dioecesis Nzerekorensis) – rzymskokatolicka diecezja w Gwinei obejmująca swoim zasięgiem część terytorium kraju.
Siedziba biskupa znajduje się przy Katedrze Niepokalanego Serca Maryi w N’Zérékoré.

## Historia
- Diecezja N’Zérékoré powstała 25 kwietnia 1959;

## Biskupi
- ordynariusz: bp Raphaël Guilavogui

## Podział administracyjny
W skład diecezji N’Zérékoré wchodzi 8 parafii

## Główne świątynie
- Katedra: Katedra Niepokalanego Serca Maryi w N’Zérékoré